# 走れ!T校バスケット部
『走れ!T校バスケット部』は、松崎洋の小説。2018年時点で小説シリーズ10巻の累計部数が120万部を突破しており、小説を原作とした漫画、ドラマCD、映画作品などのメディアミックスが展開されている。

## あらすじ
多田野高校（通称：T校）バスケット部は超弱小チームで、連戦連敗を重ねていた。そのT校に、転校生の田所陽一がやってきた。陽一はバスケットボールの強豪校・白瑞高校（通称：H校）で1年生からエースプレイヤーとして活躍していた。しかし、陽一は親友をいじめから救ったことでH校の生徒のいじめのターゲットとなり、バスケットボールも辞めていたのであった。T校に編入した陽一は二度とバスケットボールをしないと心に誓っていたが、T校の仲間たちとの出会いや、バスケットボールの魅力に惹かれ、弱小チームであるT校バスケット部に加入。陽一の加入によって生まれ変わったT校バスケット部は、全国大会出場に向けて動き出すのであった。

## 執筆の背景
本作は、作者の松崎洋の息子である松崎準の経験をモチーフにしたフィクション作品であり、いじめとスポーツの関係をテーマにしている。
準は小学校5年生からバスケットボールを9年間続けたものの、大学入学後にシカトなどのいじめに遭い、バスケットボールを辞めざるを得なくなった。その後、都立福生高校のバスケ部の生徒たちがバスケットボールを楽しそうにプレイしている姿を見て、準の心が救われたという。この体験をモデルに書かれたのが本作である。
洋が本作執筆途中の2014年に間質性肺炎で逝去したため、準が作品の執筆を継続し、10巻のみ作者の名義が父子の連名となっている。

## 書籍情報
- 走れ! T校バスケット部（彩雲出版、2007年2月。ISBN 978-4-434-10295-0／幻冬舎文庫、2010年2月。ISBN 978-4-344-41443-3）
- 走れ! T校バスケット部 2（彩雲出版、2008年4月。ISBN 978-4-434-11831-9／幻冬舎文庫、2010年9月。ISBN 978-4-344-41537-9）
- 走れ! T校バスケット部 3（彩雲出版、2009年7月。ISBN 978-4-434-13334-3／幻冬舎文庫、2011年6月。ISBN 978-4-344-41688-8）
- 走れ! T校バスケット部 4（彩雲出版、2010年2月。ISBN 978-4-434-14185-0／幻冬舎文庫、2012年2月。ISBN 978-4-344-41812-7）
- 走れ! T校バスケット部 5 (彩雲出版、2010年9月。ISBN 978-4-434-14904-7／幻冬舎文庫、2012年8月。ISBN 978-4-344-41904-9）
- 走れ! T校バスケット部 6 (彩雲出版、2011年6月。ISBN 978-4-434-15738-7／幻冬舎文庫、2014年2月。ISBN 978-4-344-42161-5）
- 走れ! T校バスケット部 7 (彩雲出版、2012年1月。ISBN 978-4-434-16344-9／幻冬舎文庫、2016年2月。ISBN 978-4-344-42439-5）
- 走れ! T校バスケット部 8 (彩雲出版、2012年11月。ISBN 978-4-434-17229-8／幻冬舎文庫、2018年8月。ISBN 978-4-344-42775-4）
- 走れ! T校バスケット部 9 (彩雲出版、2013年4月。ISBN 978-4-434-17853-5／幻冬舎文庫、2019年6月。ISBN 978-4-344-42871-3）
- 走れ! T校バスケット部 10 (彩雲出版、2015年2月。ISBN 978-4-434-19899-1）
  - 上述の理由により、10巻のみ作者の名義が父子（松崎洋・松崎準）の連名となっている。また、2021年4月現在、10巻のみ文庫化されていない。

## 漫画
- 近藤こうじ（漫画）、松崎洋（原作）『走れ!T校バスケット部』幻冬舎コミックス〈バーズコミックススペシャル〉Webスピカにて連載。
  1. 2010年11月24日発売、ISBN 978-4-344-82090-6
  2. 2011年9月26日発売、ISBN 978-4-344-82314-3
  3. 2012年5月24日発売、ISBN 978-4-344-82472-0

## ドラマCD
- 『走れ!T校バスケット部』スタジオワープ（ダイキサウンド（株））、2008年10月15日発売

キャスト
- 田所陽一：鈴村健一
- 矢島俊介：前野智昭
- 川崎裕太（チビ）：梶裕貴
- 川久保透（メガネ）：鈴木千尋
- 牧園浩司（のぞき魔）：鳥海浩輔
- 斎藤健太：高木渉
- 佐藤浩子：倉田雅世
- 小山先生：天野由梨
- 佐藤準：森川智之
- 岡田：檜山修之
- 陽一の父親：大西健晴
- 担任：長嶝高士
- 岩田コーチ：沢木郁也
- A校のコーチ：千葉一伸
- H校先輩部員：松田健一郎

他

## 映画

### キャスト
- 田所陽一：志尊淳 （幼少期： 桜木雅哉）
- 矢嶋俊介：佐野勇斗
- 佐藤浩子：早見あかり
- 川崎裕太（ガリ）：戸塚純貴
- 牧園浩司（ゾノ）：佐藤寛太
- 川久保透：鈴木勝大
- 根来修（コロ）：西銘駿
- 斉藤健太：阿見201
- 佐藤準：竹内涼真（友情出演）
- 北条一紀：千葉雄大（友情出演）
- 田所佳代：真飛聖
- 小山先生：YOU
- 合宿所の管理人：竹中直人
- 田所正道：椎名桔平
- モーガン・ジェイソン：ジュフ磨々道
- 大将：川瀬陽太
- 伊吹（T校陸上部員）：鈴木励和
- 金本（T校陸上部員）：黒田翔太郎
- 西森ハナ（T校バレー部員）：堀南美
- 石橋校長：江端英久
- 理事：松島正芳
- 牧師：前川茂輝
- 岩田：工藤俊作

### スタッフ
- 原作：松崎洋「走れ!T校バスケット部」（幻冬舎文庫）
- 監督：古澤健
- 脚本：徳尾浩司
- 音楽：林祐介
- 主題歌：GReeeeN ｢贈る言葉｣（ユニバーサル ミュージック）
- バスケット監修：半田圭史
- バスケット指導：小宮邦夫、山田哲也
- VFXスーパーバイザー：鹿角剛
- アクション：佐久間一禎、鈴村正樹
- 企画・プロデュース：佐々木基
- プロデューサー：島川博篤、柳迫成彦、遠田孝一、神通勉、中林千賀子
- アソシエイトプロデューサー：小杉宝、飯田雅裕、大森氏勝
- 配給：東映
- 制作プロダクション：MMJ
- 企画製作幹事：テレビ朝日
- 製作：「走れ!T校バスケット部」製作委員会（テレビ朝日、東映、電通、朝日新聞社、東映ビデオ、幻冬舎、朝日放送、九州朝日放送、北海道テレビ放送、広島ホームテレビ、東日本放送）